# Giant Sparrow
Giant Sparrow és un desenvolupador de videojocs independent amb seu a Santa Monica, Califòrnia. El seu primer joc, The Unfinished Swan, es va llançar el 2012 per a PlayStation 3 i el 2014 per a PlayStation 4. El seu videojoc més és What Remains of Edith Finch, un joc d'aventures llançat el 2017 i publicat per Annapurna Interactive, una branca d'Annapurna Pictures.

## Videojocs
The Unfinished Swan és el videojoc amb el que debuta la companyia, desenvolupat amb l'ajuda de Santa Monica Studio, de Sony. Ambientat en un món surrealista i en blanc en el que el videojugador segueix un nen anomenat Monroe que persegueix un cigne que s'ha escapat d'un quadre. El jugador ha de llençar pintura per revelar el món. El joc va ser llançat per a PlayStation 3 el 23 d'octubre de 2012, i per a PlayStation 4 i PlayStation Vita el 2014 per Sony Computer Entertainment, mentre que els ports per a Windows i iOS van ser llançats el 2020 per Annapurna Interactive.
What Remains of Edith Finch és un joc d'aventures in arrativa en primera persona. Va sortir per a Windows i PlayStation 4 el 25 d'abril de 2017. El 7 de desembre de 2017, va ser guardonat amb el premi a la "Millor narrativa" del 2017 per The Game Awards.
Un nou joc està en desenvolupament, centrant-se en "la bellesa encantadora de la locomoció animal".
| Curs | Títol                       | Editor                                                                           | Plataformes                                                                                      |
| ---- | --------------------------- | -------------------------------------------------------------------------------- | ------------------------------------------------------------------------------------------------ |
| 2012 | The Unfinished Swan         | Sony Computer Entertainment (PS3, PS4, PSV) Annapurna Interactive (Windows, iOS) | PlayStation 3, PlayStation 4, PlayStation Vita, Microsoft Windows, iOS                           |
| 2017 | What remains of Edith Finch | Annapurna interactive                                                            | PlayStation 4, PlayStation 5, Microsoft Windows, Xbox One, Xbox Series X/S, Nintendo Switch, iOS |